# Helicolenus
Helicolenus es un género de peces de la familia Sebastidae, del orden Scorpaeniformes. Este género marino fue descrito por primera vez en 1896 por George Brown Goode y Tarleton Hoffman Bean.

## Especies
Especies reconocidas del género:
- Helicolenus alporti (Castelnau, 1873)
- Helicolenus avius T. Abe & Eschmeyer, 1972
- Helicolenus barathri (Hector, 1875)
- Helicolenus dactylopterus (Delaroche, 1809)
- Helicolenus fedorovi Barsukov, 1973
- Helicolenus hilgendorfii (Döderlein (de), 1884)
- Helicolenus lahillei Norman, 1937
- Helicolenus lengerichi Norman, 1937
- Helicolenus mouchezi (Sauvage, 1875)
- Helicolenus percoides (J. Richardson & Solander, 1842)